# História de Portugal de Alexandre Herculano
A História de Portugal de Alexandre Herculano, escrita entre 1846 e 1853, é considerada a primeira escrita com preocupação de rigor científico.
Produto de longos anos de investigação documental levados a cabo por Alexandre Herculano entre fins da década de 1830 e inícios da década de 1840, esta monumental obra historiográfica teve como ponto de partida as "Cartas sobre a História de Portugal", inspiradas nas Lettres sur l'histoire de France de Augustin Thierry, publicadas em 1842 na Revista Universal Lisbonense. Segundo o propósito inicial de Herculano, a obra deveria estender-se até ao período da Restauração da Independência. Na realidade, a forte reacção provocada logo pelo primeiro volume, fez com que a obra não ultrapassasse o reinado de D. Afonso III.
Em edições subsequentes, o título completo da obra passou a ser Historia de Portugal desde o começo da Monarchia até o fim do reinado de Affonso III, tornando claro que o período abordado não ia além de 1279, pelo que hoje interessa, acima de tudo, a historiadores da Idade Média ou das Instituições.
- O volume I (1846): aborda as origens da monarquia até ao fim do reinado de D. Afonso I. Foi reimpresso no mesmo ano e novamente em 1853 com a indicação de 2.ª edição; dez anos depois saiu uma 3.ª edição.
- O volume II (1847): contém os reinados de D. Sancho I, D. Afonso II e D. Sancho II. Em 1854 saiu uma 2.ª edição com alterações importantes.
- O volume III (1849): trata do reinado de D. Afonso III e apresenta o desenvolvimento da história social da monarquia durante os reinados precedentes. Teve uma 2.ª edição em 1858.
- O volume IV (1853): aborda o período de 1211 a 1247.[2]

Todos os volumes têm sido regularmente reeditados. A Bertrand publicou uma útil reedição de toda a obra em 1980-1981, com anotações críticas de José Mattoso. Em 2007-2008, a História de Herculano volta a ser reeditada pela Bertrand. Comparando esta edição com a 8.ª (de 1875, dirigida por David Lopes), são notáveis as várias alterações (para pior) no texto, isto é, é raríssimo o parágrafo que não tenha sido embelezado pela magnífica prosa do seu editor, para não mencionar os vários erros cometidos na cópia, em relação à referida 8.ª edição.[carece de fontes?]
A publicação do primeiro volume, em 1846, suscitou de imediato violenta reacção por parte de alguns sectores do clero, por excluir qualquer intervenção sobrenatural na batalha de Ourique. Os textos desta polémica estão reunidos nos opúsculos Eu e o Clero e Solemnia Verba, publicados em 1850. Note-se que Herculano era católico e politicamente conservador, mas opunha-se à interferência da igreja na vida política nacional. Esse confronto com sectores clericais está também na origem da publicação da sua História da Origem e Estabelecimento da Inquisição em Portugal (1854-1859).
A História de Portugal de Alexandre Herculano, bem como toda a sua obra historiográfica, tiveram uma enorme influência em todas as Histórias de Portugal que posteriormente se escreveram.